# St. Peter
St. Peter es una villa ubicada en el condado de Fayette en el estado estadounidense de Illinois. En el Censo de 2010 tenía una población de 359 habitantes y una densidad poblacional de 266,05 personas por km².

## Geografía
St. Peter se encuentra ubicada en las coordenadas 38°52′3″N 88°51′1″O / 38.86750, -88.85028. Según la Oficina del Censo de los Estados Unidos, St. Peter tiene una superficie total de 1.35 km², de la cual 1.35 km² corresponden a tierra firme y (0%) 0 km² es agua.

## Demografía
Según el censo de 2010, había 359 personas residiendo en St. Peter. La densidad de población era de 266,05 hab./km². De los 359 habitantes, St. Peter estaba compuesto por el 99.44% blancos, el 0.56% eran afroamericanos, el 0% eran amerindios, el 0% eran asiáticos, el 0% eran isleños del Pacífico, el 0% eran de otras razas y el 0% pertenecían a dos o más razas. Del total de la población el 0.28% eran hispanos o latinos de cualquier raza.